# 倉本裕基
倉本 裕基（くらもと ゆうき、本名：北野 實、1951年9月10日 - ）は、日本の作曲家・ピアニスト。

## 経歴・人物
埼玉県浦和市（現・さいたま市）生まれ。12歳より栃木県宇都宮市に移る。宇都宮市立陽北中学校、栃木県立宇都宮高等学校、東京工業大学理学部応用物理学科卒業。同大学院理工学研究科応用物理学専攻修士課程修了。
ピアノ演奏と作曲を中田喜直に師事。東京工業大学理学修士という異色の経歴を持つが、在学中から大学オーケストラのピアノ協奏曲（エドヴァルド・グリーグなど）のソリストを担当するなど、演奏家としての力量も発揮し始めていた。
多くのピアノソロおよび小編成の管弦楽との共演形式の楽曲、管弦楽曲がある。テレビドラマの付随音楽も多数手がける。作風は概してロマン派的であり、和声の色彩豊かな音楽である。また複合三部形式やロンド形式など、クラシック音楽の形式で書かれた曲が非常に多い。
作品が韓国のドラマや映画で使用され非常に人気が高く、その甲斐もあり、2005年にNHK外国語講座『アンニョンハシムニカ・ハングル講座』で最年長の生徒役に選ばれた。そこでは、お得意のダジャレも披露していた。そのため韓国において、若い女性を中心に知名度が圧倒的であり、CDの売上は韓国で多く、コンサートチケットも10分で完売する状況である。また、サイン会には3,000人が押し寄せることもある。
代表曲は「霧のレイクルイーズ」、「パリ冬物語」、「ロマンス」、「希望の明日へ」（NHKニュース解説番組『あすを読む』テーマ曲）など。これらは繰り返し録音され、様々な編成・編曲、演奏解釈のものを聴くことができる。数学者の黒川信重とは栃木県立宇都宮高等学校時代からの親友。

## テレビ音楽
- 金曜ドラマシアター
  - カディスの赤い星（1992年3月、フジテレビ）
  - 人間の証明（1993年1月、フジテレビ）
- 木曜ドラマ 新空港物語（1994年1月 - 3月、テレビ朝日）
- 君が見えない（1994年6月、関西テレビ）
- ドラマ新銀河 ラスト・ラブ（1995年7月 - 8月、NHK）
- 土曜ワイド劇場 戦後50年特別企画 時よとまれ（1995年8月、テレビ朝日）
- あすを読む（1996年4月 - 2006年3月、NHK）
- 八月のラブソング（1996年7月 - 9月、よみうりテレビ）
- BS日曜ドラマ スキップ（1996年10月 - 11月、NHK BS2）
- 金曜時代劇 物書同心いねむり紋蔵（1998年4月 - 9月4日、NHK）
- 石光真清の生涯 夢に賭け命を燃やすあるスパイの物語（1998年5月、NHK BS2）
- ドラマDモード もう一度キス（2001年1月 - 3月、NHK）

## 映画音楽
- ジェニファ 涙石の恋（2003年）

## 舞台音楽
- ミュージカル「嵐が丘」（2011年7月、赤坂ACTシアター／梅田芸術劇場シアター・ドラマシティ）